# Daniel Blanc
Pour les articles homonymes, voir Blanc (homonymie).
 (juillet 2010).
Si vous disposez d'ouvrages ou d'articles de référence ou si vous connaissez des sites web de qualité traitant du thème abordé ici, merci de compléter l'article en donnant les références utiles à sa vérifiabilité et en les liant à la section « Notes et références ».
 (janvier 2023).
La mise en forme du texte ne suit pas les recommandations de Wikipédia : il faut le « wikifier ».
Les points d'amélioration suivants sont les cas les plus fréquents. Le détail des points à revoir est peut-être précisé sur la page de discussion.
- Les titres sont pré-formatés par le logiciel. Ils ne sont ni en capitales, ni en gras.
- Le texte ne doit pas être écrit en capitales (les noms de famille non plus), ni en gras, ni en italique, ni en « petit »…
- Le gras n'est utilisé que pour surligner le titre de l'article dans l'introduction, une seule fois.
- L'italique est rarement utilisé : mots en langue étrangère, titres d'œuvres, noms de bateaux, etc.
- Les citations ne sont pas en italique mais en corps de texte normal. Elles sont entourées par des guillemets français : « et ».
- Les listes à puces sont à éviter, des paragraphes rédigés étant largement préférés. Les tableaux sont à réserver à la présentation de données structurées (résultats, etc.).
- Les appels de note de bas de page (petits chiffres en exposant, introduits par l'outil «  Source ») sont à placer entre la fin de phrase et le point final[comme ça].
- Les liens internes (vers d'autres articles de Wikipédia) sont à choisir avec parcimonie. Créez des liens vers des articles approfondissant le sujet. Les termes génériques sans rapport avec le sujet sont à éviter, ainsi que les répétitions de liens vers un même terme.
- Les liens externes sont à placer uniquement dans une section « Liens externes », à la fin de l'article. Ces liens sont à choisir avec parcimonie suivant les règles définies. Si un lien sert de source à l'article, son insertion dans le texte est à faire par les notes de bas de page.
- La présentation des références doit suivre les conventions bibliographiques. Il est recommandé d'utiliser les modèles {{Ouvrage}}, {{Chapitre}}, {{Article}}, {{Lien web}} et/ou {{Bibliographie}}. Le mode d'édition visuel peut mettre en forme automatiquement les références.
- Insérer une infobox (cadre d'informations à droite) n'est pas obligatoire pour parachever la mise en page.

Pour une aide détaillée, merci de consulter Aide:Wikification.
Si vous pensez que ces points ont été résolus, vous pouvez retirer ce bandeau et améliorer la mise en forme d'un autre article.
Daniel Blanc, né en 1959 à Arles, est un auteur-compositeur-interprète français. Avec son quintet il signe de nouvelles compositions d'un blues électrique et acoustique d'une grande maturité fruit de l'expérience acquise par chacun des membres au service de « Daniel Blanc & C° ». Avec Francis Matéo à la basse, Jean Luc Guillamo aux claviers, Marcel Martinez harmonica et Serge Zaplana à la batterie.

## DiscographieDaniel Blanc Trio
La discographie du Daniel Blanc Trio comprend :
- 1994 - Guitaroplasmose - NSR production
- 1997 - Made in USA - Média Systeme International (MSI)
- 2000 - Delta blues - Média Systene International & NSR production
- 2002 - Blues de vache - NSR production
- 2004 - Live en Avignon - NSR production
- 2004 - DVD de live en Avignon - AVN Technologie 7e art
- 2008 - Urbain blues - NSR production

## DiscographieDaniel Blanc & Co
- 2010 - Chez Bob (DBprod)
- 2011 - Soir de concert (DBprod)
- 2012 - Guitaroplasmose  (BL8708 Bluesiac)
- 2014 - Uniquement blues  (BL8713 Bluesiac)
- 2020 - nouvel album en préparation...

## Dernières grandes scènes
- 2009 - Guitares en scène (France)[2]
- 2009 - Rabo Jazz Festival (Pays-Bas) Dorpshuis, Heerde - 6 novembre 2009[3]
- 2009 - Festival off Genève (Suisse)[4]
- 2012 - Festival Danacona (Canada)
- 2013 - Toulouse Blues Festival (France)
- 2013 - Blues sur Seine (France)
- 2014 - Vully Blues Festival[5] (Suisse)
- 2015 - Vully Blues Club[6] (Suisse)
- 2017 - 10e Vully Blues Festival[7]
- 2018 - American bikes Beaucaire (France)
- 2019 - Festival des Américaines du Var (France)